# Michelbach (Isel)
Michelbach är ett vattendrag i Österrike.   Det ligger i förbundslandet Tyrolen, i den centrala delen av landet, 300 km sydväst om huvudstaden Wien. Michelbach är ett biflöde till floden Isel.
I omgivningarna runt Michelbach växer i huvudsak blandskog. Runt Michelbach är det ganska glesbefolkat, med 26 invånare per kvadratkilometer.